# Sabaa Tahir
Sabaa Tahir, född i London, är en amerikansk författare med ursprung i Pakistan. Tahir är känd för sin fantasy-serie Aska och eld.